# Paolo Hendel
Paolo Hendel (Firenze, 2 gennaio 1952) è un comico, cabarettista, attore e commediografo italiano.

## Biografia

### Primi passi
La sua carriera da cabarettista inizia all'età di 30 anni, molto prima della laurea in Lettere che conseguirà all'età di 44 anni; dalla metà degli anni settanta è conosciuto per la realizzazione di spettacoli teatrali, tra i quali Via Antonio Pigafetta, navigatore, risalente al 1981, mentre i primi passi nel mondo del cinema risalgono all'inizio degli anni ottanta. Durante questo periodo collabora con il cantante e attore fiorentino David Riondino, che avrebbe riscosso successivamente molto successo grazie alle sue numerose partecipazioni al Maurizio Costanzo Show.
Nel 1985-1986 presta il suo volto per gli spot pubblicitari delle pastiglie della "Valda".

### Debutto in televisione
Nel 1987 viene ingaggiato dalla Rai per condurre, su Rai 3, I martedì di Paolo Hendel, trasmissione con la quale ottiene molta visibilità. Diventa presto celebre per i suoi discorsi, che spaziano dalla politica al sesso, dai fumetti allo sport, prendendo di mira molti personaggi, tra cui Wanna Marchi, Silvio Berlusconi e Umberto Bossi. In particolare la politica svolge un ruolo primario nei suoi dialoghi, nei quali non perde occasione per criticare pubblicamente Silvio Berlusconi, in tempi non sospetti rispetto alla sua discesa in campo.
Nei primi anni novanta partecipa ad alcuni film del conterraneo Leonardo Pieraccioni, mentre le sue uniche partecipazioni televisive sono su Telemontecarlo, dove conduce il programma Banane (1990).

### Il successo nazionale
(L'effetto di ogni atto di Carcarlo Pravettoni)
Dopo alcuni anni di pausa televisiva (mentre non ha mai smesso di calcare i palchi dei teatri di tutta Italia), nel 1996 arriva l'accordo con Mediaset e la partecipazione al programma della Gialappa's Band Mai dire Gol, dove il comico toscano interpreta il personaggio di Carcarlo Pravettoni, cinico e spietato uomo d'affari a capo della "Carter&Carter". Ma la sua collaborazione con la Gialappa's va oltre; infatti nel 1999 Hendel partecipa al film Tutti gli uomini del deficiente, prodotto proprio dalla Gialappa's Band.
Dopo due anni di collaborazione con la storica banda di Italia 1, Paolo ritorna alla Rai, dove partecipa al programma comico Rido (2000).
Successivamente, a parte qualche breve apparizione su Rai 2, Paolo Hendel è poco presente sugli schermi televisivi, ma resta comunque occupato in monologhi e tournée teatrali; nella stagione 2013-2014 ha iniziato una collaborazione con il talk-show de LA7 La gabbia, condotto da Gianluigi Paragone, tenendo una rubrica in cui commenta in chiave satirica i principali fatti dell'attualità e della politica italiana.
Nel maggio 2014 partecipa a Musica da Bere ricevendo la Targa premio della manifestazione.
Dall'ottobre 2015 collabora inoltre con l'Unità, dove firma la rubrica bisettimanale Kindergarten.
Nel 2017 debutta con un nuovo spettacolo teatrale, Fuga da via Pigafetta, scritto con Marco Vicari e Gioele Dix, che ne firma anche la regia.
Nel 2018 è uscito per Rizzoli La giovinezza è sopravvalutata. Il manifesto per una vecchiaia felice, scritto con Marco Vicari, con il contributo scientifico della geriatra Maria Chiara Cavallini. A quest'ultimo è ispirato l'omonimo spettacolo teatrale, scritto sempre con Marco Vicari e diretto da Gioele Dix.

#### L'impegno per la condizione dei detenuti
Nell'agosto 2017 Paolo Hendel visita il carcere di Sollicciano di Firenze insieme ad alcuni esponenti del Partito Radicale per denunciarne la condizione di sovraffollamento.

## Controversie
Nel 2004, Paolo Hendel fu escluso dallo show del sabato sera di Rai 1 Ma il cielo è sempre più blu, condotto da Giorgio Panariello perché, alla lettura del copione del comico da parte dei funzionari Rai, vi erano alcune battute su Bruno Vespa e sul politico Sandro Bondi, paragonato a Braccobaldo Bau.

## CarCarlo Pravettoni
CarCarlo Pravettoni, parodia di un cinico e spietato uomo d'affari, è un personaggio di fantasia interpretato da Paolo Hendel. Nel periodo 1996-1999 a Mai dire Gol fu protagonista di una serie di sketch, durante i quali la Gialappa's si collegava con lui dal suo ufficio. Lo sketch era introdotto da una video-scheda di presentazione in stile Mixer, realizzata da Walter Fontana, che narrava le gesta dell'industriale e per ogni sua azione, anche la più inutile, la voce narrante chiudeva la scheda con la famosa frase: «...e la lira s'impenna!».
Grazie a una torbida storia sessuale con la figlia del proprietario, CarCarlo Pravettoni era divenuto amministratore delegato della fantomatica ditta "Carter&Carter", leader nel settore: settore tuttavia sconosciuto. A giudicare dalle schede e dalle dichiarazioni di Pravettoni stesso, la sua ditta era coinvolta in svariati affari illeciti, come la produzione di alimentari ultra-sofisticati e dannosi per la salute (tra cui biscotti all'asfalto, merendine alla stricnina e il pandoro Pandofix, che non perde lo zucchero a velo grazie a un sottile strato di colla), il traffico di materiale radioattivo e relative scorie, la costruzione ed esportazione di mine antiuomo, il traffico di organi e prodotti finanziari oltre il limite dello strozzinaggio. Pravettoni millanta anche la discendenza da un nonno partigiano Paco Rabanne Pravettoni che, poiché in anticipo coi tempi, non sapeva cosa doveva fare.
La ditta di Pravettoni era continuamente nel mirino della magistratura e della Guardia di Finanza, anche perché non aveva mai pagato le tasse (così come lo stesso Pravettoni aveva fatto per il suo patrimonio personale). Pravettoni esprimeva le sue lamentele per il comportamento assillante e soffocante delle autorità nei suoi confronti, dato che - a suo dire - non avrebbero fatto altro che ostacolarlo nella sua libertà d'azione nel mondo degli affari.
CarCarlo Pravettoni ha partecipato anche al programma di Rai 2 L'ultima parola.
Candidato per gioco nel 1997 alla poltrona di sindaco di Milano a capo della lista "Asfalto che ride", CarCarlo Pravettoni, secondo quanto riportato su un numero di TV Sorrisi e Canzoni, fu realmente votato, ma le schede col suo nome furono annullate.
Il 4 dicembre 2023 il personaggio fa il suo ritorno dall'aldilà in occasione dell'ultima puntata della seconda stagione del programma Gialappashow.

## Filmografia

Hendel nel film La notte di San Lorenzo (1982)

- Ad ovest di Paperino, regia di Alessandro Benvenuti (1982)
- La notte di San Lorenzo, regia di Paolo e Vittorio Taviani (1982)
- Speriamo che sia femmina, regia di Mario Monicelli (1986)
- I picari, regia di Mario Monicelli (1987)
- Domani accadrà, regia di Daniele Luchetti (1988)
- Paura e amore, regia di Margarethe von Trotta (1988)
- Cavalli si nasce, regia di Sergio Staino (1989)
- La settimana della Sfinge, regia di Daniele Luchetti (1990)
- Cari fottutissimi amici, regia di Mario Monicelli (1994)
- Il ciclone, regia di Leonardo Pieraccioni (1996)
- Tutti gli uomini del deficiente, regia di Paolo Costella (1999)
- Il pesce innamorato, regia di Leonardo Pieraccioni (1999)
- Amici miei - Come tutto ebbe inizio, regia di Neri Parenti (2011)
- Ci vuole un gran fisico, regia di Sophie Chiarello (2013) – cameo
- I calcianti, regia di Stefano Lorenzi (2015)
- L'Universale, regia di Federico Micali (2016)
- Mare di grano, regia di Fabrizio Guarducci (2018)
- Improvvisamente Natale, regia di Francesco Patierno (2022)
- Improvvisamente a Natale mi sposo, regia di Francesco Patierno (2023)
- La vita da grandi, regia di Greta Scarano (2025)

### Televisione
- Il Ciclone... oggi - Ricordi e ritagli di un film evento, regia di Leonardo Scucchi e Bruno Santini – documentario (2016)

## Teatro
- Fuga da via Pigafetta di Paolo Hendel, Marco Vicari e Gioele Dix, regia di Gioele Dix (2017)
- La giovinezza è sopravvalutata di Paolo Hendel e Marco Vicari, regia di Gioele Dix (2020)
- Niente panico! di Paolo Hendel e Marco Vicari, regia di Gioele Dix (2024)

## Premi e riconoscimenti
- 1986 - Ciak d'oro[13][14]
  - Candidato a migliore attore non protagonista - Speriamo che sia femmina

## Televisione
- Festival internazionale di musica leggera – rubrica fissa (Rai 1, 1984)
- Domenica In – interventi all'interno della trasmissione (Rai 1, 1985)
- Blitz – interventi all'interno della trasmissione (Rai 2, 1986)
- Non necessariamente (Rai 1, 1986)
- Va' pensiero – Teletango all'interno della trasmissione (Rai 3, 1987)
- I martedì di Paolo Hendel (Rai 3, 1988)
- Banane (Telemontecarlo, 1990-1991)
- Mai dire gol – partecipazione ad alcune puntate (Italia 1, 1995-1996)
- Mai dire gol – ospite fisso alla trasmissione (Italia 1, 1996-1998, 2001)
- Quelli che il calcio – partecipazione ad alcune puntate (Rai 3, 1997-1998)
- Comici (Italia 1, 1998-1999)
- Rido (Rai 2, 2000)
- All Stars – serie televisiva (Italia 1, 2010)
- Fratelli e sorelle d'Italia – partecipazione (LA7, 2011)
- L'ultima parola – partecipazione (Rai 2, 2012)
- La gabbia – partecipazione (LA7, 2013)
- GialappaShow – partecipazione (TV8, 2023)
- Premio Tenco (Rai 1, 2024)

## Opere
- Ma culo è una parolaccia?, Zelig, 2003.